# Reich von Metz
Das Reich von Metz war ein Nachfolgereich des Salfränkischen Reiches und der Vorläufer Austrasiens. Der erste König war Theuderich I., ein Sohn König Chlodwigs. 
Das Königreich von Metz existierte in den Jahren von 511 bis 584. Benannt ist es nach seiner Hauptstadt Metz (das spätrömische Divodorum Mediomatricum), wobei in den ersten Jahren vermutlich eher Reims, damals die Civitas Remorum, die führende Kapitale war. Die Herrscher des Reiches trugen alle den Titel König.

Die Aufteilung des Frankenreichs nach Chlodwigs Tod

## Liste der Könige des Reiches von Metz
- 511–533 Theuderich I.
- 533–548 Theudebert I.
- 548–555 Theudebald
- 555–561 Chlothar I. (in Personalunion)
- 561–575 Sigibert I.
- 575–596 Childebert II. (ab 584 Austrasien)

Siehe auch: Reich von Soissons